# 13-я Красноармейская улица

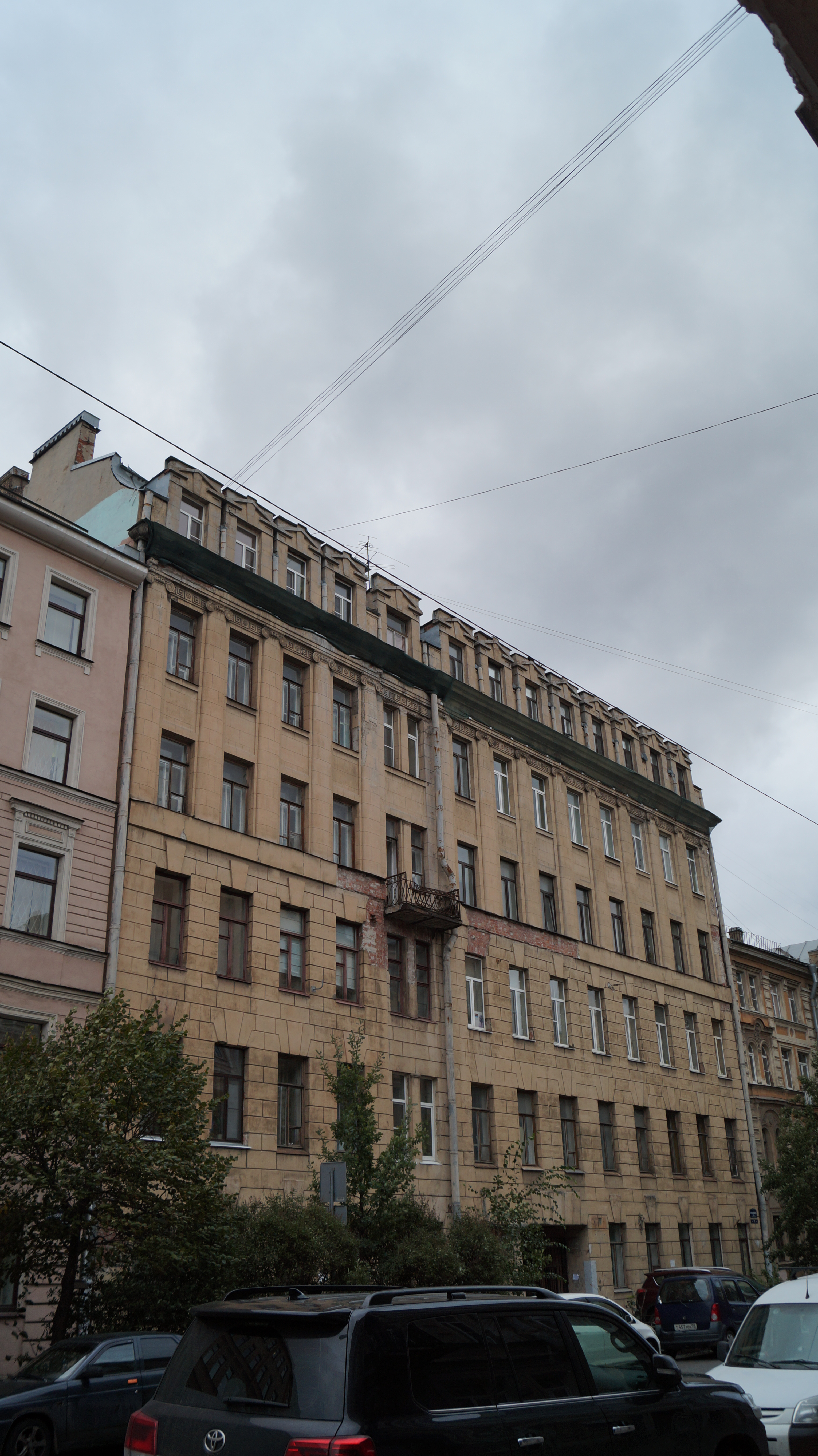
Доходный дом Каценеленбогенов, д. № 17

13-я Красноарме́йская улица — улица в Адмиралтейском районе Санкт-Петербурга. Проходит от Измайловского до Лермонтовского проспекта.

## История названия
С середины XVIII века известно название улицы как Заротная улица (от Дубленского переулка до Лермонтовского проспекта), связано с тем, что здесь была расквартирована заротная команда Измайловского полка. Параллельно существовали названия 2-я улица, Измайловский переулок.
Современное название 13-я Красноармейская улица присвоено 6 октября 1923 года в честь Красной Армии с целью утверждения советской терминологии и в противовес прежнему названию.

## История
Улица возникла на участке от теперешнего Лермонтовского проспекта до Дубленского переулка в середине XVIII века, как улица для расположения Заротной команды Измайловского лейб-гвардии полка.

«…велено на полки Гвардии, вместо казарм, построить слободы… со всяким поспешением в нынешнем 1740 году… Измайловскому назначили… строить за Фонтанкою, позади обывательских домов, зачав строить от самой проспективой, которая лежит Сарскому Селу (теперь Московский проспект) на правую сторону вниз по оной речке»— «О строении слобод для Измайловского полка», Указ императрицы Анны Иоановны от 2 мая 1740 года
19 декабря 1884 года улица была продлена до Измайловского проспекта.

## Достопримечательности
- Дом № 17 — доходный дом В. Л. и Н. Д. Каценеленбогенов, построен в 1910 году по проекту владельца, гражданского инженера Николая Каценеленбогена[2].  7831092000
- Дом № 22 — доходный дом М. Э. Маркевич, построен в 1905 году по проекту гражданского инженера С. В. Баниге[2].  7831093000